# Provinz Salerno
Die Provinz Salerno (italienisch Provincia di Salerno) ist eine italienische Provinz der Region Kampanien. Hauptstadt ist Salerno. Die Provinz hat 1.058.018 Einwohner (Stand 31. Dezember 2023) in 158 Gemeinden. Sie ist der Fläche nach die größte Provinz in Kampanien.

## Größte Gemeinden
(Einwohnerzahlen Stand 31. Dezember 2023)
| Gemeinde             | Einwohner |
| -------------------- | --------- |
| Salerno              | 126.715   |
| Cava de’ Tirreni     | 50.223    |
| Battipaglia          | 49.496    |
| Scafati              | 47.887    |
| Nocera Inferiore     | 43.752    |
| Eboli                | 37.581    |
| Pagani               | 34.005    |
| Angri                | 34.095    |
| Sarno                | 30.734    |
| Pontecagnano Faiano  | 26.439    |
| Nocera Superiore     | 23.592    |
| Capaccio             | 22.390    |
| Mercato San Severino | 21.508    |
| Agropoli             | 21.378    |
| Baronissi            | 16.894    |
| Campagna             | 16.834    |
| Fisciano             | 14.110    |
| Castel San Giorgio   | 13.723    |
| Bellizzi             | 13.300    |
| Montecorvino Rovella | 12.289    |
| Sala Consilina       | 12.199    |
| Giffoni Valle Piana  | 11.515    |
| San Valentino Torio  | 10.926    |
| Pellezzano           | 10.888    |

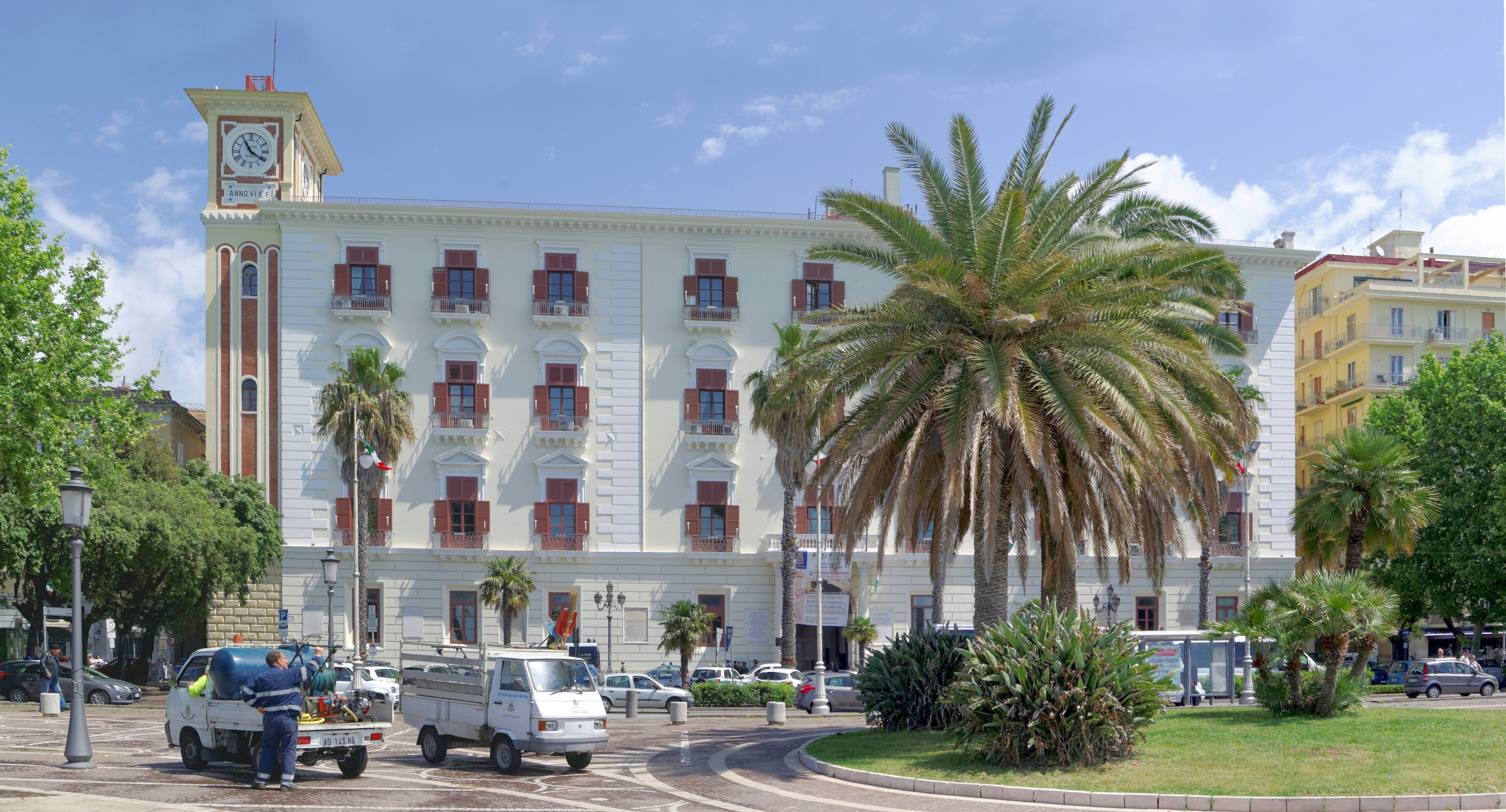
Salerno, Palazzo Sant’Agostino, Regierungssitz der Provinz Salerno

Lage der Provinz Salerno in der Region Kampanien

Die Liste der Gemeinden in Kampanien beinhaltet alle Gemeinden der Provinz mit Einwohnerzahlen.